# 전라남도교육감
전라남도교육감은 전라남도교육청의 모든 사무를 지휘·감독하는 차관급 정무직 공무원이다.

## 역대 교육감
| 선출방식 | 대수     | 이름            | 임기                                | 비고                                 |
| -------- | -------- | --------------- | ----------------------------------- | ------------------------------------ |
| 관선     |          | 교육위원회 체제 | 1962년 11월 3일 ~ 1964년 2월 3일    | 정상호, 이혁, 문제근, 정종하, 윤주현 |
| 관선     | 1대      | 박형렬          | 1964년 2월 4일 ~ 1964년 9월 23일    |                                      |
| 관선     | 2대      | 안용백          | 1964년 9월 24일 ~ 1968년 9월 23일   |                                      |
| 관선     | 3대      | 성동준          | 1968년 9월 24일 ~ 1971년 6월 20일   |                                      |
| 관선     | 4대      | 최정기          | 1971년 6월 21일 ~ 1975년 6월 22일   |                                      |
| 관선     | 5대      | 노희원          | 1975년 6월 23일 ~ 1979년 6월 22일   |                                      |
| 관선     | 6대      | 이대순          | 1979년 6월 23일 ~ 1980년 12월 29일  |                                      |
| 관선     | 7대      | 고재종          | 1980년 12월 30일 ~ 1982년 8월 17일  |                                      |
| 관선     | 8대      | 김낙운          | 1982년 8월 18일 ~ 1985년 10월 18일  |                                      |
| 관선     | 9대      | 전병곤          | 1985년 10월 19일 ~ 1989년 10월 24일 |                                      |
| 관선     | 10대     | 이양우          | 1989년 10월 25일 ~ 1993년 10월 24일 |                                      |
| 간선     | 11대     | 오영대          | 1993년 10월 25일 ~ 1997년 10월 24일 |                                      |
| 간선     | 12대     | 정동인          | 1997년 10월 25일 ~ 2000년 8월 1일   |                                      |
| 간선     | 13대     | 정영진          | 2000년 8월 2일 ~ 2001년 10월 24일   |                                      |
| 간선     | 14대     | 김장환          | 2001년 10월 25일 ~ 2005년 10월 24일 |                                      |
| 간선     | 15대     | 김장환          | 2005년 10월 25일 ~ 2009년 10월 24일 | 재선                                 |
|          | 권한대행 | 노일숙          | 2009년 10월 25일 ~ 2010년 6월 30일  |                                      |
| 직선     | 16대     | 장만채          | 2010년 7월 1일 ~ 2014년 6월 30일    |                                      |
| 직선     | 17대     | 장만채          | 2014년 7월 1일 ~ 2018년 3월 15일    | 재선                                 |
|          | 권한대행 | 이기봉          | 2018년 3월 16일 ~ 2018년 6월 30일   |                                      |
| 직선     | 18대     | 장석웅          | 2018년 7월 1일 ~ 2022년 6월 30일    |                                      |
| 직선     | 19대     | 김대중          | 2022년 7월 1일 ~                    |                                      |

## 같이 보기
- 전라남도교육감 선거